# Liste der Einträge im National Register of Historic Places im Kenai Peninsula Borough
Die Liste der Registered Historic Places im Kenai Peninsula Borough führt alle Bauwerke und historischen Stätten im Kenai Peninsula Borough des US-Bundesstaates Alaska auf, die in das National Register of Historic Places aufgenommen wurden.

## Cooper Landing
- Cooper Landing Historic District
- Cooper Landing Post Office

## English Bay
- Sts. Sergius and Herman of Valaam Church

## Homer
- Chugachik Island Site
- Thorn-Stingley House

## Hope
- Harry A. Johnson Trapline Cabin
- Hirshey Mine
- Hope Historic District
- Sunrise City Historic District

## Kasilof
- Victor Holm Homestead

## Kenai
- Church of the Assumption of the Virgin Mary
- Victor Holm Cabin

## Lawing
- Alaska Nellie’s Homestead

## Moose Pass
- Lauritsen Cabin

## Ninilchik
- Holy Transfiguration of Our Lord Chapel

## Port Graham
- Coal Village Site
- Selenie Lagoon Archeological Site

## Seldovia
- St. Nicholas Chapel (Seldovia)

## Seward
- Alaska Central Railroad: Tunnel No. 1
- Ballaine House
- Brown & Hawkins Store
- Diversion Tunnel
- Government Cable Office
- Hoben Park
- Jesse Lee Home for Children
- Seward Depot
- St. Peter’s Episcopal Church
- Swetman House
- Van Gilder Hotel

## Soldotna
- Andrew Berg Cabin

## Sterling
- Moose River Site

## Yukon Island
- Yukon Island Main Site